# Polemon griseiceps
Espèce
Synonymes
- Miodon griseiceps Laurent, 1947

Polemon griseiceps est une espèce de serpents de la famille des Lamprophiidae. 

## Répartition
Cette espèce se rencontre au Cameroun et en République du Congo. Sa présence est incertaine en République centrafricaine.

## Description
C'est un serpent venimeux.

## Publication originale
- Laurent, 1947 : Notes sur quelques reptiles appartenant a la collection du Musée Royal d'Histoire Naturelle de belgique. Bulletin du Musée Royal d'Histoire Naturelle de Belgique, vol. 23, n. 16, p. 1-12.